# Claraeola melanostola
Claraeola melanostola är en tvåvingeart som först beskrevs av Becker 1898.  Claraeola melanostola ingår i släktet Claraeola och familjen ögonflugor. Arten är reproducerande i Sverige. Inga underarter finns listade i Catalogue of Life.